# Agatão

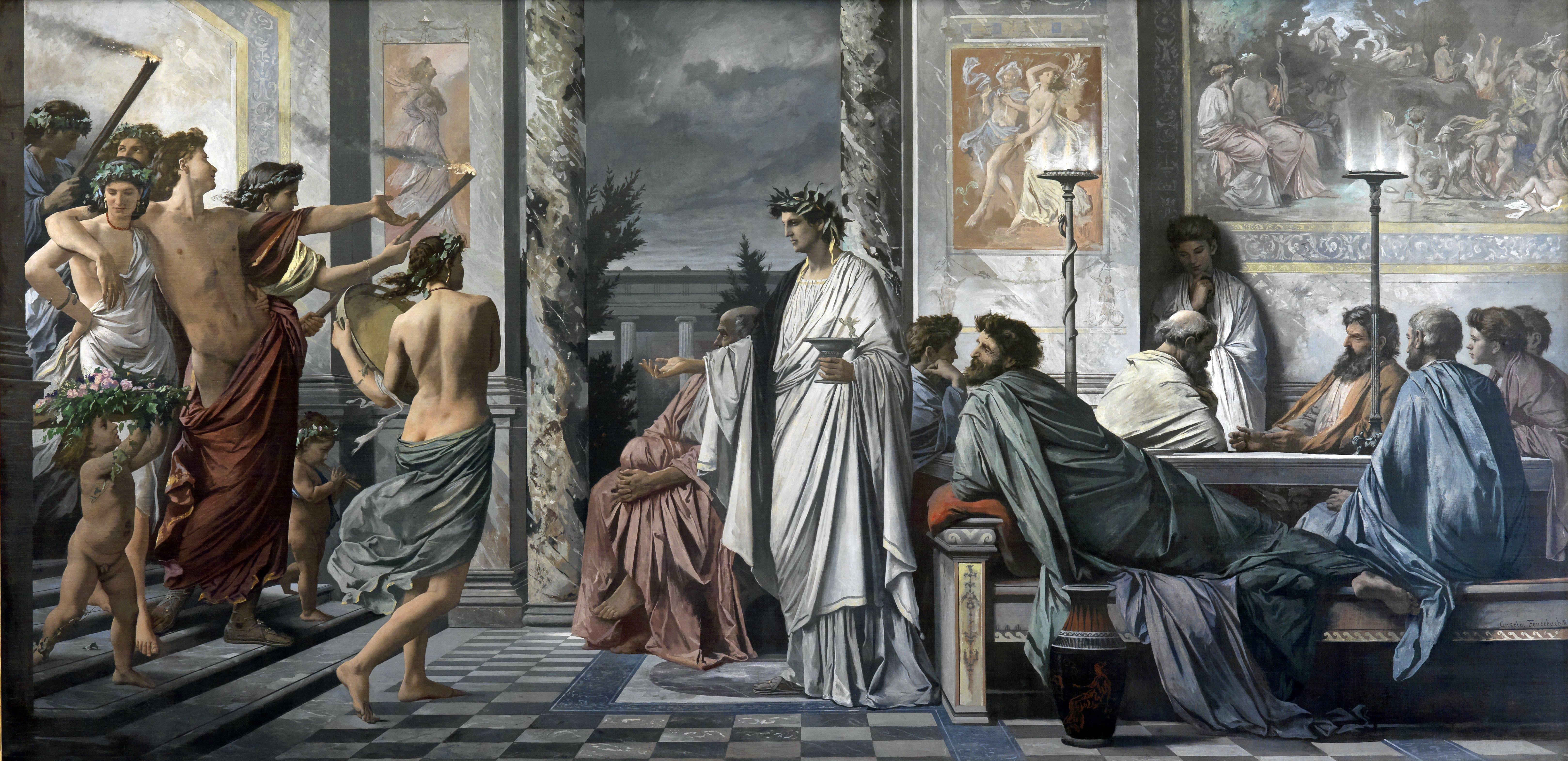
Imagem de Agatão um poeta trágico ateniense.

Agatão ou Agaton (em grego: Ἀγάθων; romaniz.: Agaton; Atenas, ca. 448 a.C. – Pela, ca. 401 a.C.) foi um poeta trágico ateniense.

## Biografia
Por algum tempo, Agatão produziu tragédias em Atenas; depois partiu, com seu amigo Eurípedes, para a corte de Arquelau I da Macedônia, onde viria a morrer.
Aristóteles cita uma de suas obras, "Anteu", e Aristófanes o coloca como um dos personagens de sua peça, "As convocadas", onde o ridiculariza por sua condição de efeminado.
Ele aparece também como personagem de "O Banquete", de Platão.